# Medborgarhuset, Stockholm

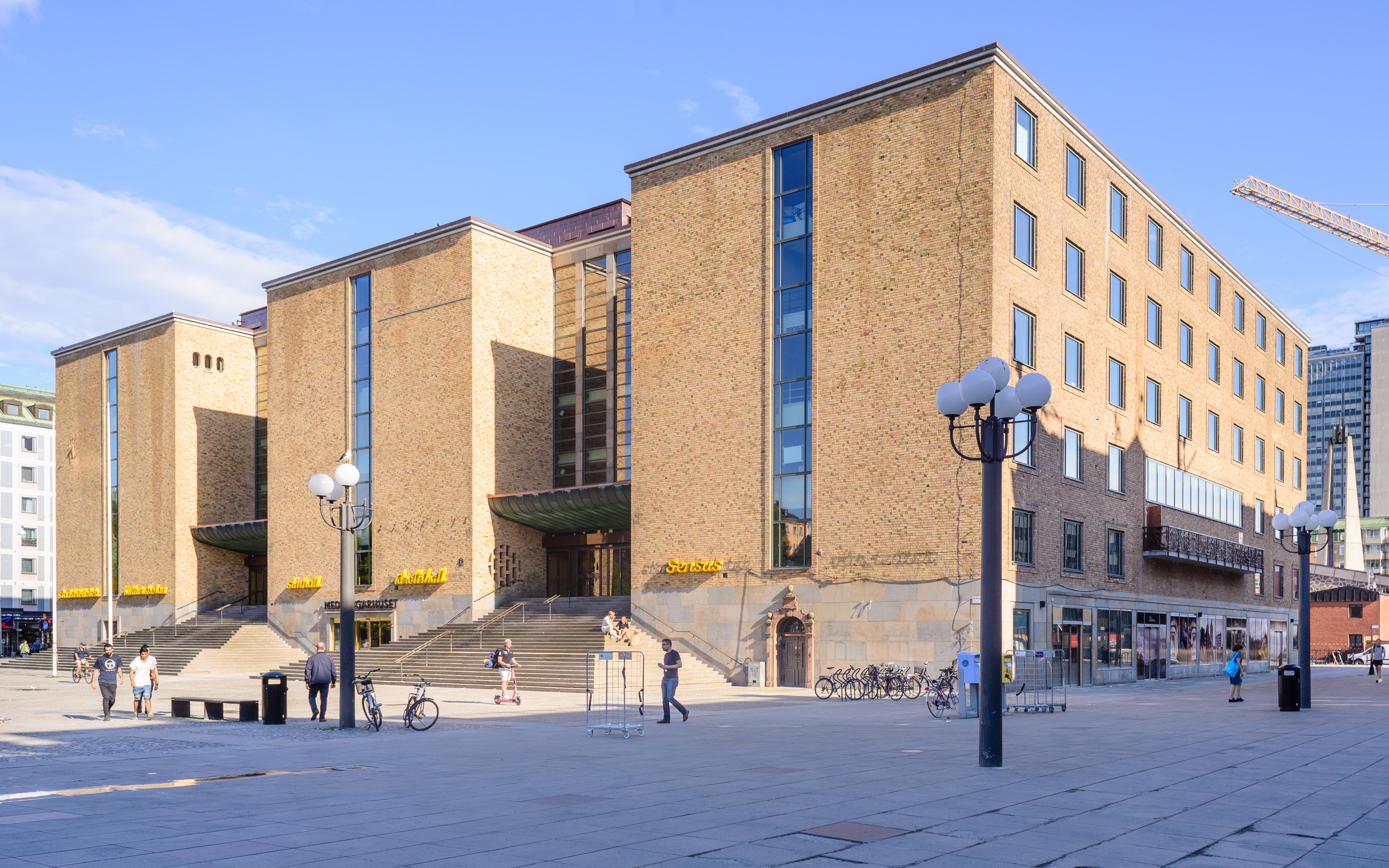
Medborgarhuset sett från Medborgarplatsen i juli 2020 efter renovering och upprustning.

Medborgarhuset, ibland kallat Forsgrénska Medborgarhuset, är ett byggnadskomplex i kvarteret Medborgarhuset i hörnet Götgatan 54-56 och  Medborgarplatsen på Södermalm i Stockholm. Huset uppfördes åren 1936-1939 och invigdes 2 december 1939. Den 9 september 2003 höll utrikesminister Anna Lindh sitt sista offentliga tal på husets trappa; om detta påminner ett glaskonstverk intill västra huvudentrén.
Medborgarhusets 70-årsjubileum firades 2009, och 2014 fyllde huset 75 år.

## Historik

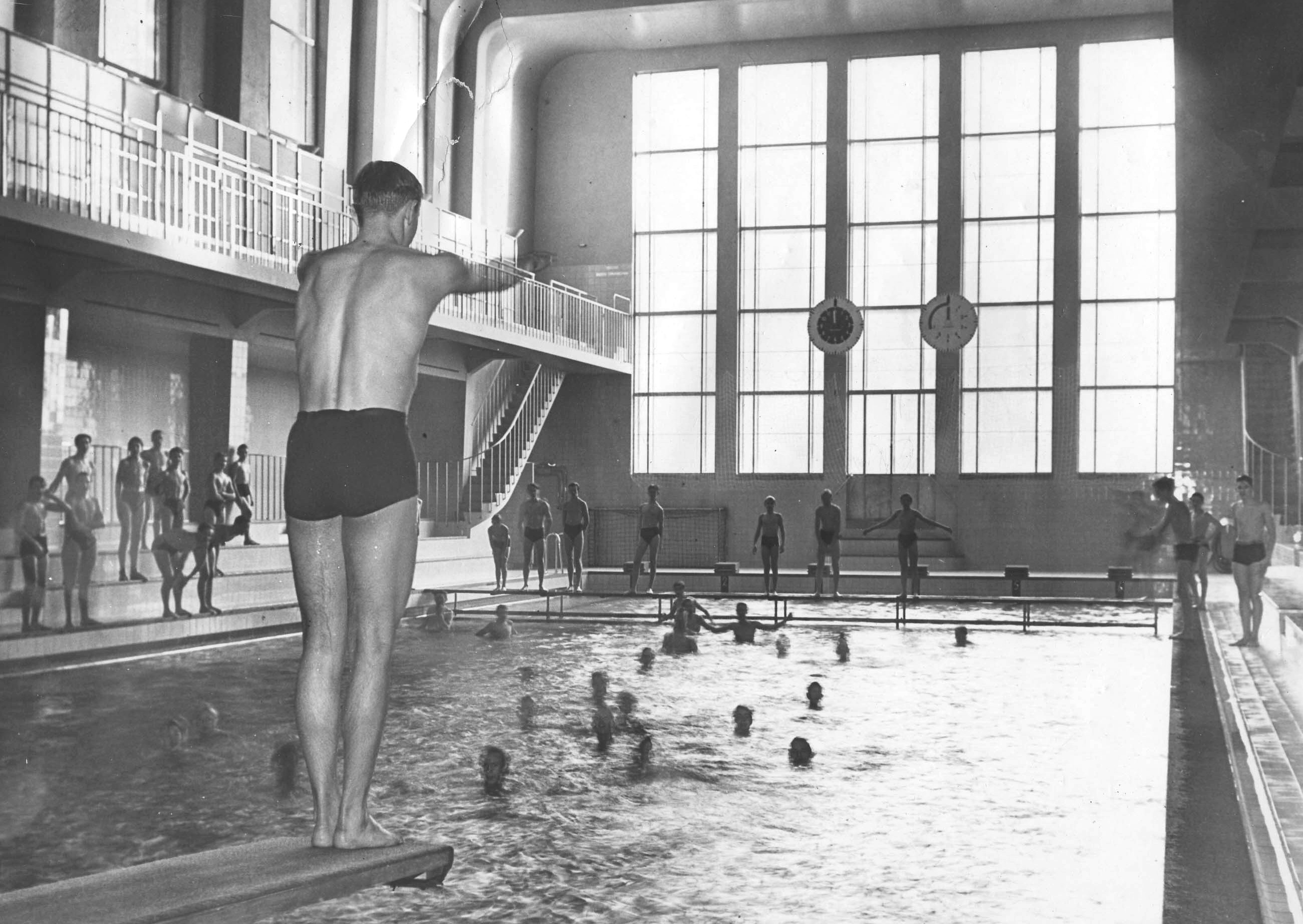
Medborgarhusets simhall 1939

Carl Robert Forsgrén (1838-1901), var grosshandlare och en stor gåvadonator. Den efter honom kallade Forsgrenska fonden, som förvaltas av Stockholms kommunfullmäktige, bidrog med medel vid uppförandet av Medborgarhuset. I Medborgarhuset återfinns bland annat den Ljunglöfska salongen.
År 1930 utlyste Stockholms stad en allmän arkitekttävling om ett medborgarhus på Södermalm. Tävlingsunderlaget innehöll många svårlösta komponenter. Förutom det norrvända läget skulle den nya byggnaden innehålla hörsalar, bibliotek, gymnastiksal och simhall. Arkitekt Martin Westerberg fick förstapris; han löste uppgiften genom att dela upp komplexet i tre huskroppar. Hans förslag skilde sig även genom en klassicistisk arkitektur i en tid då funktionalismen hade gjort sitt intåg i Sverige. Westerbergs medborgarhus blev en monumental byggnad med två stora fritrappor vända mot Medborgarplatsen. Fasaden är klädd med gult tegel och genombruten med vertikala fönsterband. Arkitektkollegerna kritiserade Westerbergs byggnad och menade att den stora byggnaden skulle skugga torget.
Simhallsdelen har en nästan helglasad fasad mot söder. Själva simhallen, kallad Forsgrénska badet, ligger i mitten av byggnaden. Det fanns ursprungligen två bassänger, en som var 33 meter lång, 12 meter bred och 4,5 meter djup samt en som var 12 meter lång, 5 meter bred och 0,6 meter djup. Efter en flerårig renovering som avslutades 2020 finns det nu tre bassänger: en 25-metersbassäng med djup 1,2–3 meter samt två undervisningsbassänger med höj- och sänkbara bottnar. Det är ett av Storstockholms populäraste bad med över 200 000 besökare 1994.
Flera av inredningens konstnärliga detaljer som t ex belysningsarmaturer togs fram i samarbete med bland andra skulptören Carl Elmberg.

## Klockspelet
På den östra fasaden (mot Götgatan) återfinns ett byggnadsur och ett klockspel med sju malmklockor som dagligen klockan 12:00 spelade melodin "Söderklockornas melodi och timlåten". Melodin var specialkomponerad för Medborgarhusets klockspel av Ture Rangström 1940. Enligt ett obekräftat rykte hade husets klockspel ursprungligen konstruerats för att spela melodin för Deutschlandlied. Melodin var komponerad 1797 av Joseph Haydn som en hyllningssång till Tysklands kejsare – Kaiserlied. Sedan 1922 var det även melodin till den tyska nationalsången, den bakgrunden ansågs inte lämpligt för ett medborgarhus i Stockholm.
Sedan 26 september 2020 spelas "Tillfälligheter av sitt slag", komponerad av Mats Gustafsson, tonsättare och musiklärare på Kulturskolan.

## Upprustning och utveckling av Medborgarhuset

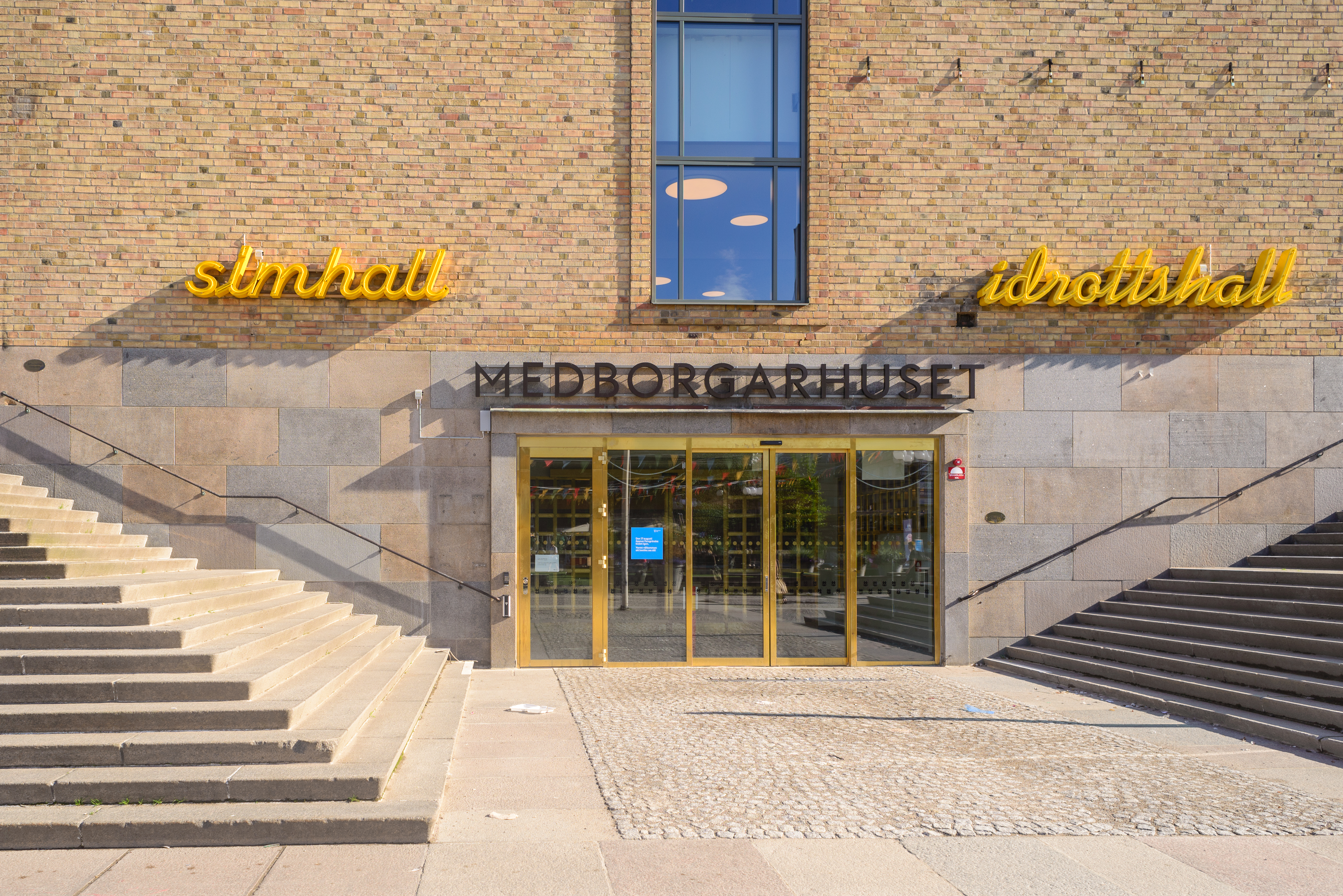
Entrén till sim- och idrottshallen efter upprustningen, 2020.

25 april 2016 fattade Stockholms stads kommunfullmäktige beslut om att upprusta och utveckla Medborgarhuset. Genomförandebeslutet innebar att Medborgarhuset skulle göras mer tillgängligt genom en ny gemensam entré från Medborgarplatsen, och nya entréer från Götgatan och tunnelbanan. Idén var att man skulle kunna röra sig mellan de olika verksamheter inom byggnaden och Medborgarhuset skulle upplevas och fungera som en enhetlig byggnad. Det skulle bli utökade lokaler för kulturskolan, biblioteken (barn-, ungdoms- och vuxenbibliotek) och föreningslivet och ge såväl unga som gamla möjligheter till rekreation, möten och fritidsaktiviteter. Omvandlingen, restaureringen och tillbyggnaden är ritad av Nyréns Arkitektkontor.
Upprustningen av Medborgarhuset nominerades tillsammans med nio andra finalister till Årets Stockholmsbyggnad 2021. Juryns kommentar lyder:
| ” | Upprustningen har lyft fram den ursprungliga arkitekturen och gjort byggnaden värdig sin plats. Med väl genomtänkta grepp kommunicerar byggnadens innehåll nu bättre och tydligare med sin omgivning. Subtila tillägg av nya funktioner och detaljer, med nya entréer och kopplingar samt fasadelement i material som koppar. Medborgarhuset blir på så sätt nu än mer tillgängligt för medborgarna och kan återta sin ledande roll på Medborgarplatsen. | „ |

26 september 2020 invigdes det nyrenoverade Medborgarhuset.

### Tidskapsel
Vid renoveringen av Medborgarhuset fann byggnadsarbetarna en tidskapsel i en blylåda med en natursten ovanpå från 11 juni 1938. I kapseln fanns ett pergament, silvermynt, frimärken, ett exemplar av alla Stockholms dagstidningar från den dagen, alla handlingar från kommunfullmäktige om att man skulle bygga medborgarhuset, samt ett foto på en kvinna sittandes i en båt. Vid återinvigningen gjordes en ny tidskapsel, innehållandes de tidigare föremålen samt egna saker från 
nybyggnationen.

## Bilder

Exteriör
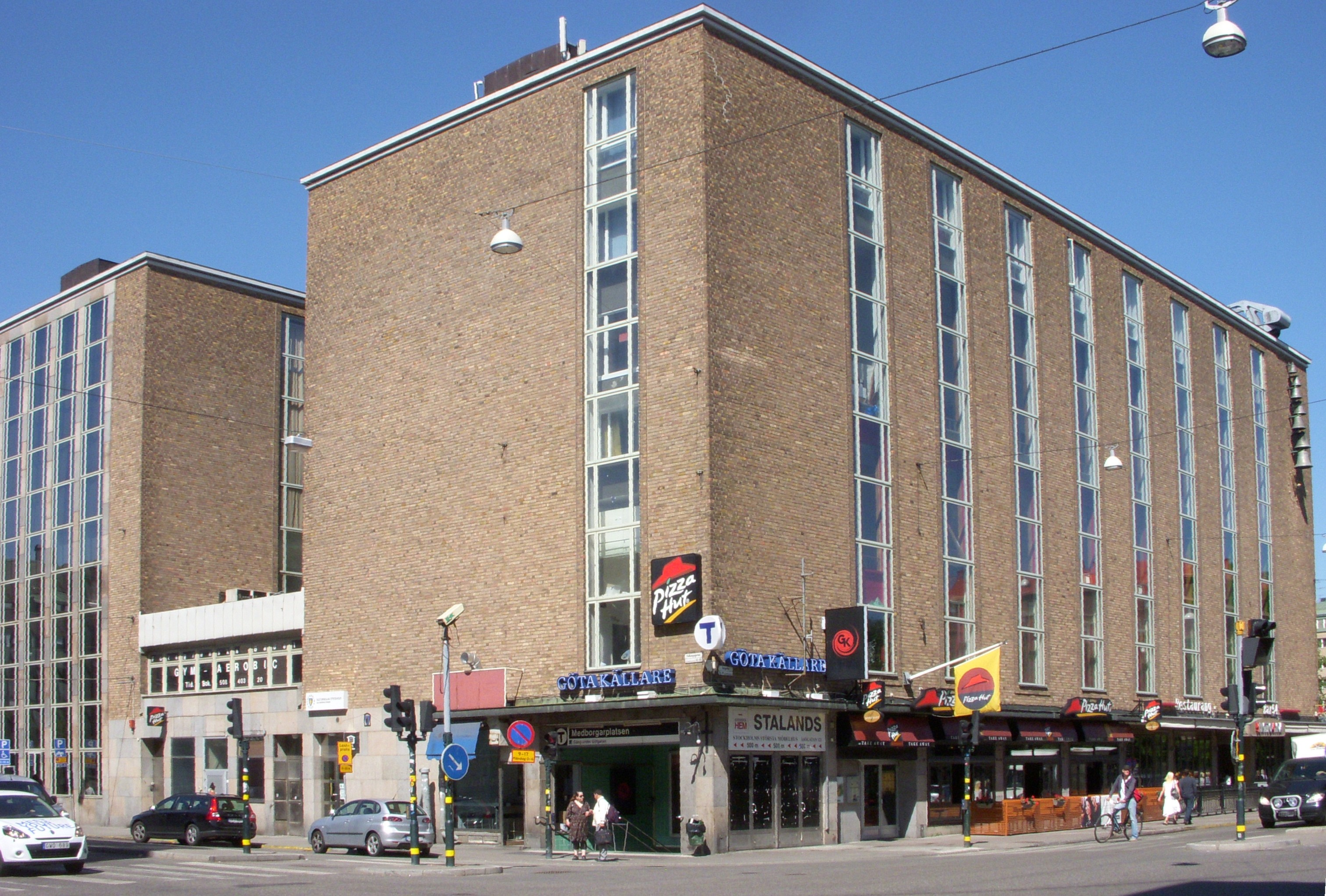
Fasad mot Götgatan
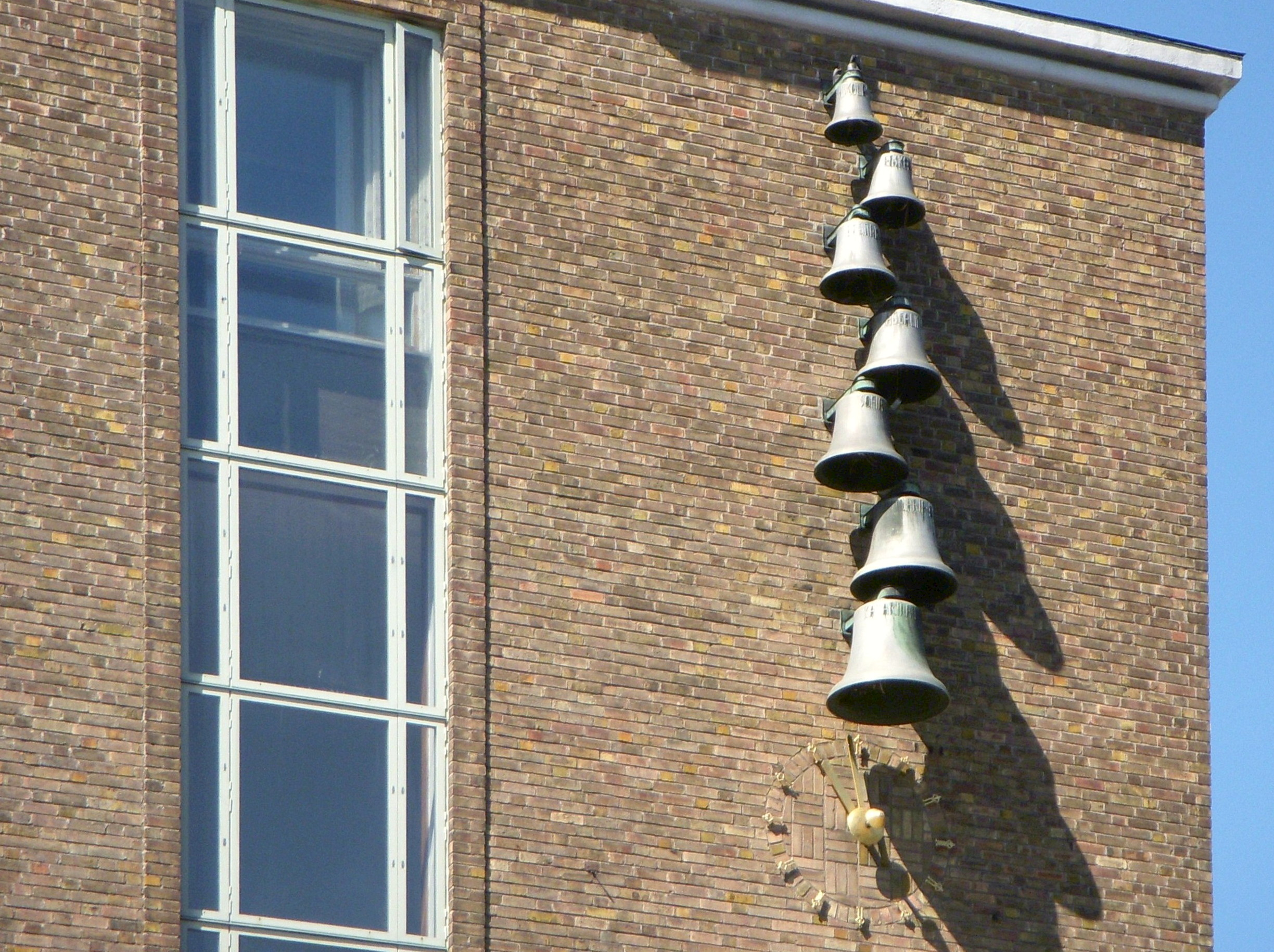
Klockspelet och fasadklockan
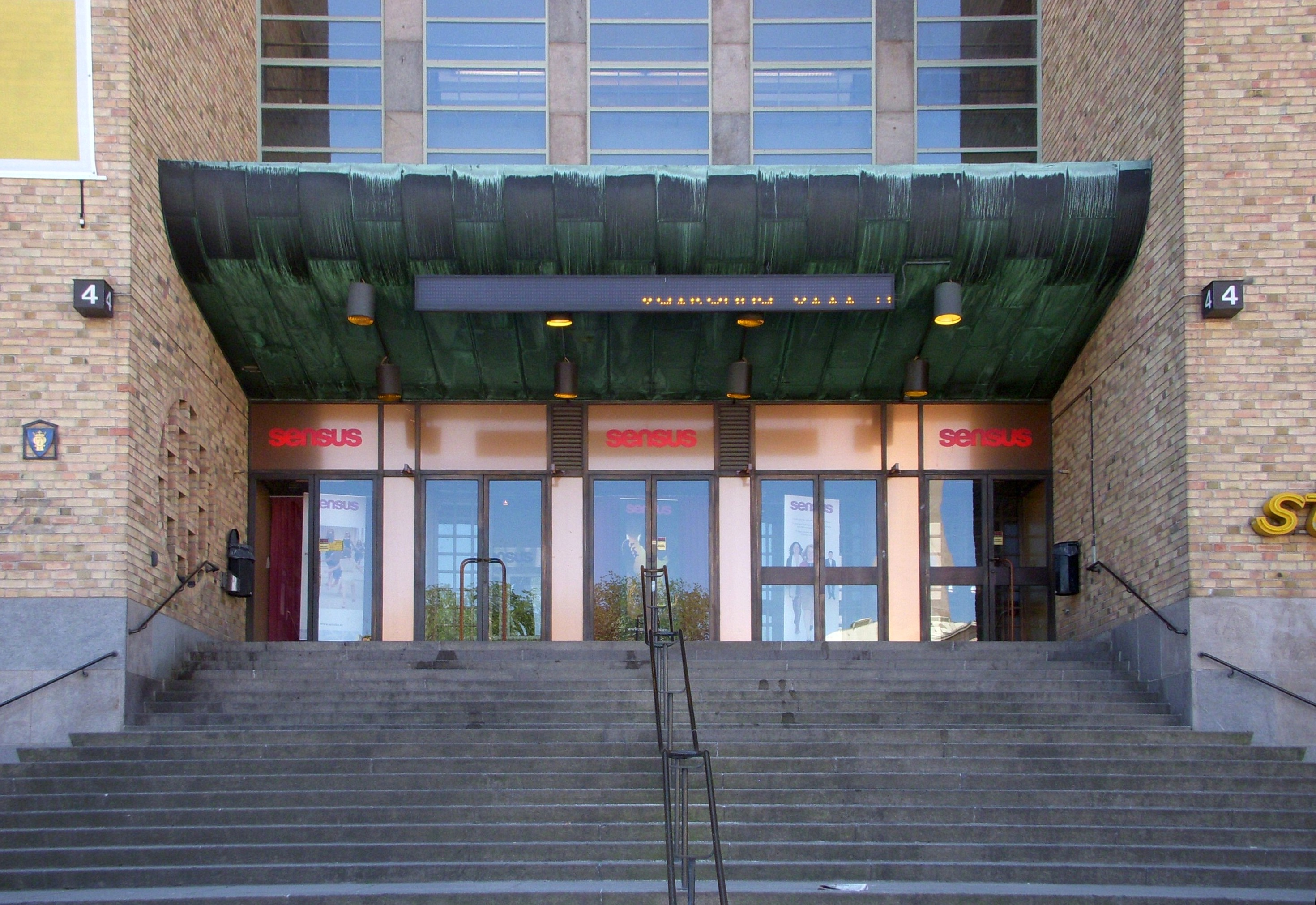
Västra huvudentrén
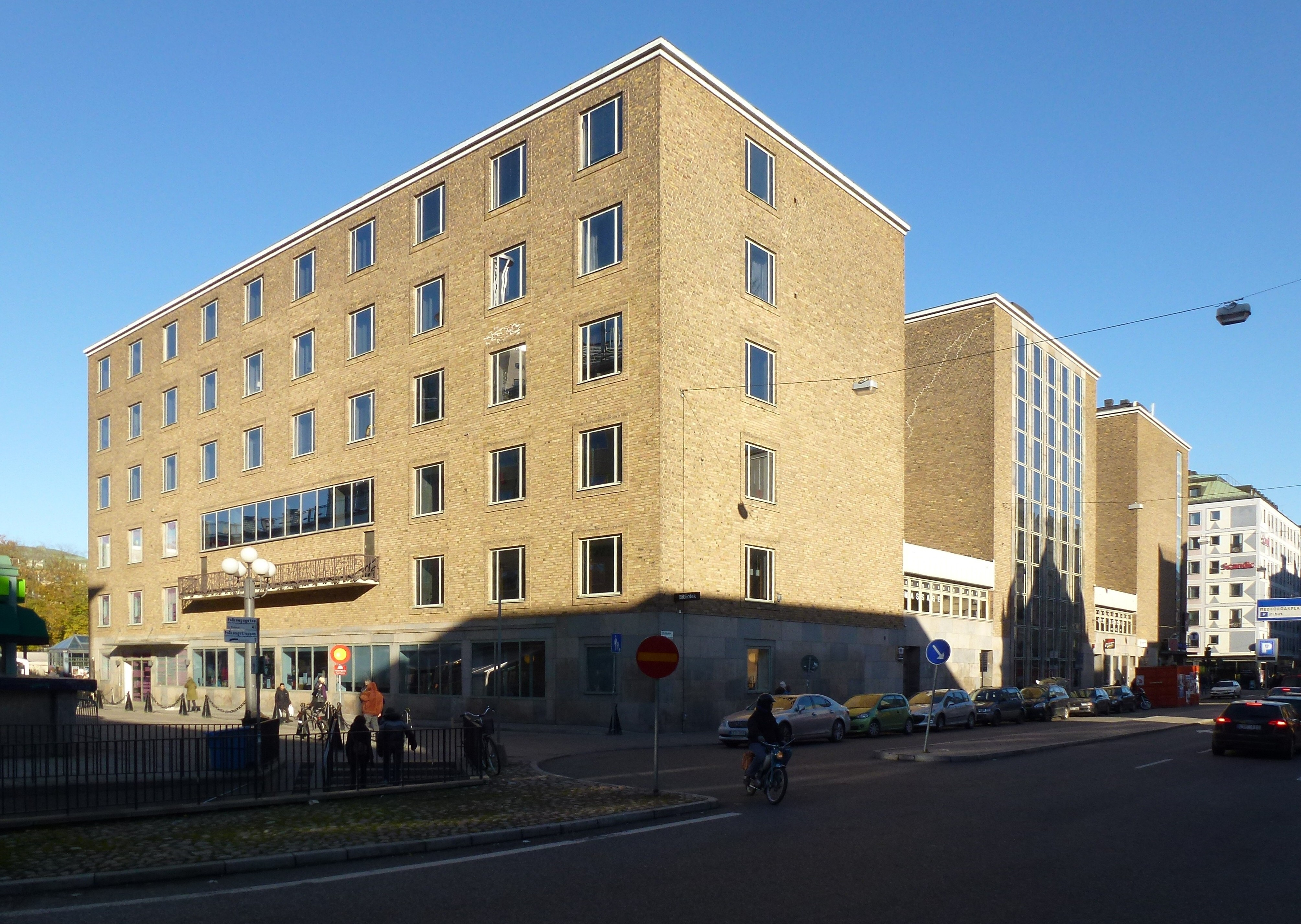
Fasad mot sydväst

Interiör
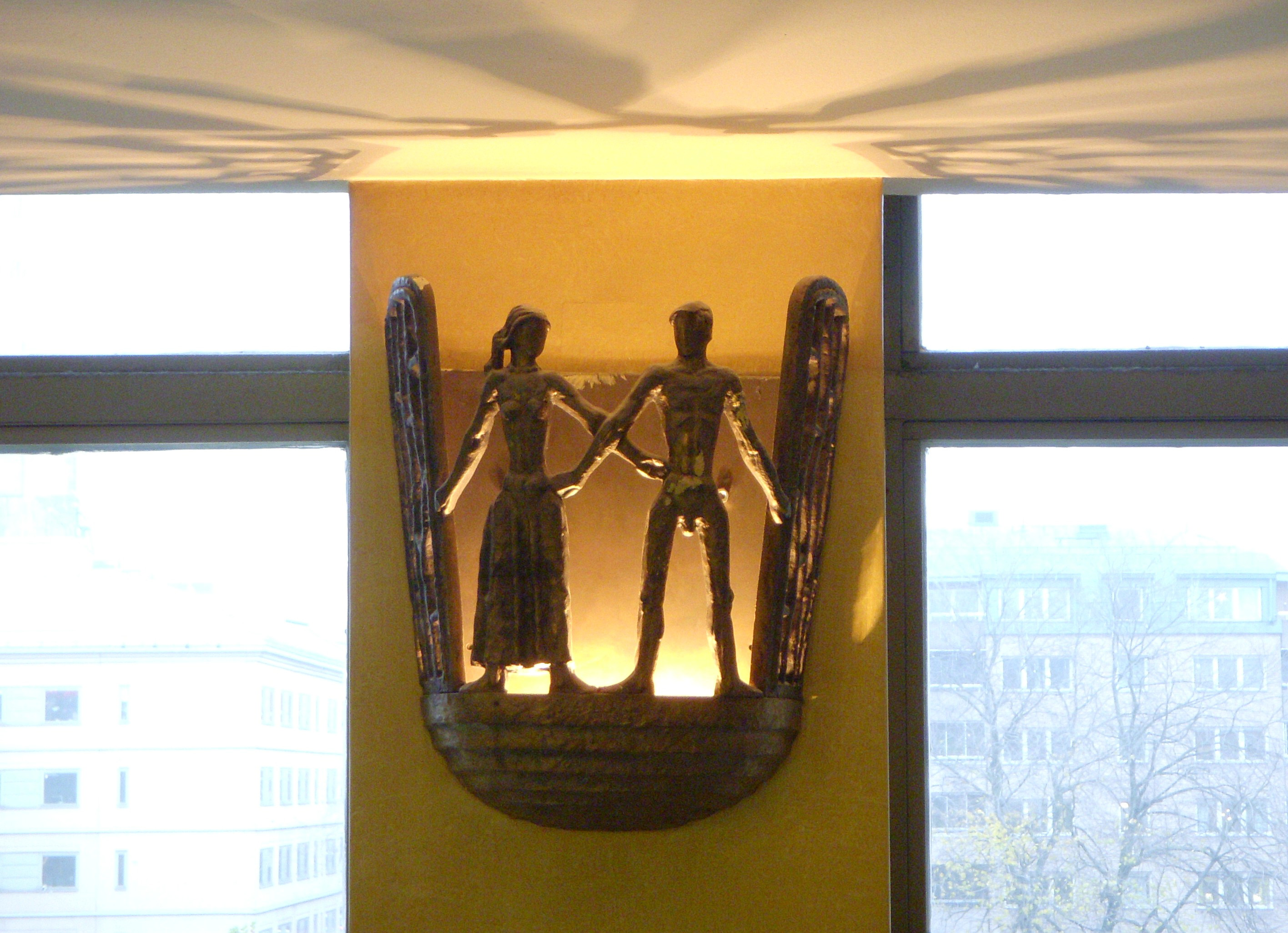
Belysningsarmatur Pojken och flickan i huvudtrappan (Carl Elmberg)
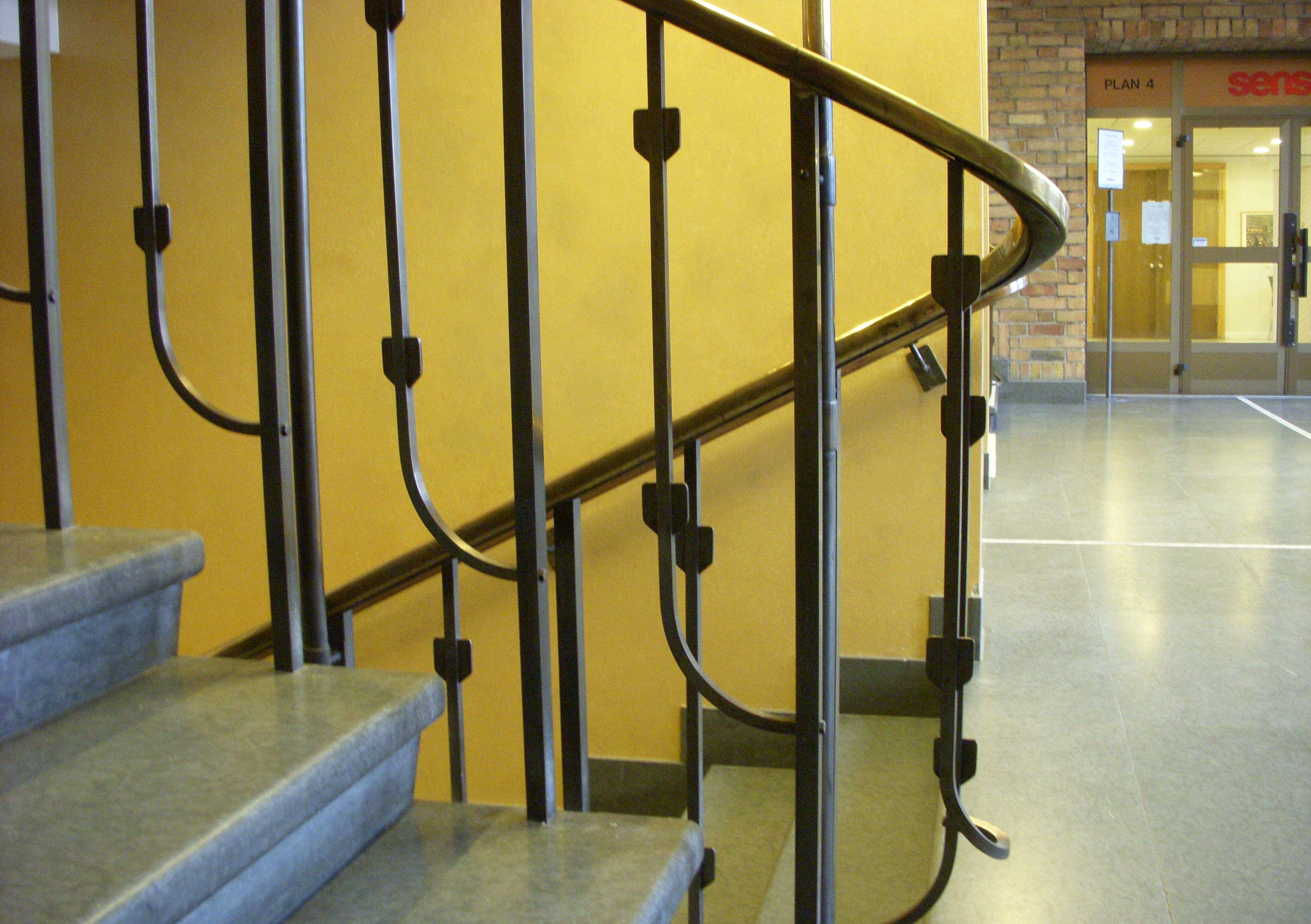
Trappräcke i huvudtrappan
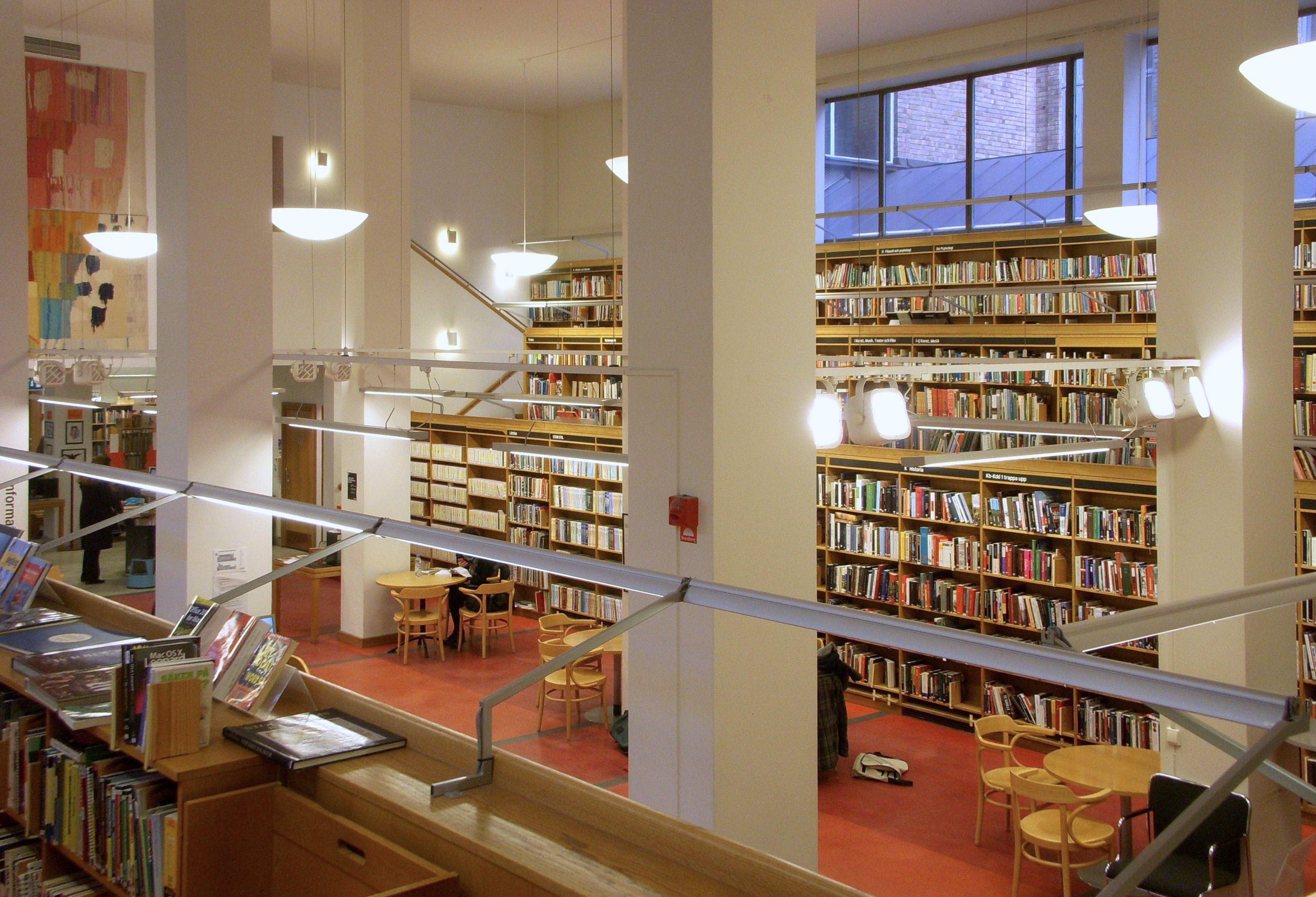
Medborgarplatsens bibliotek
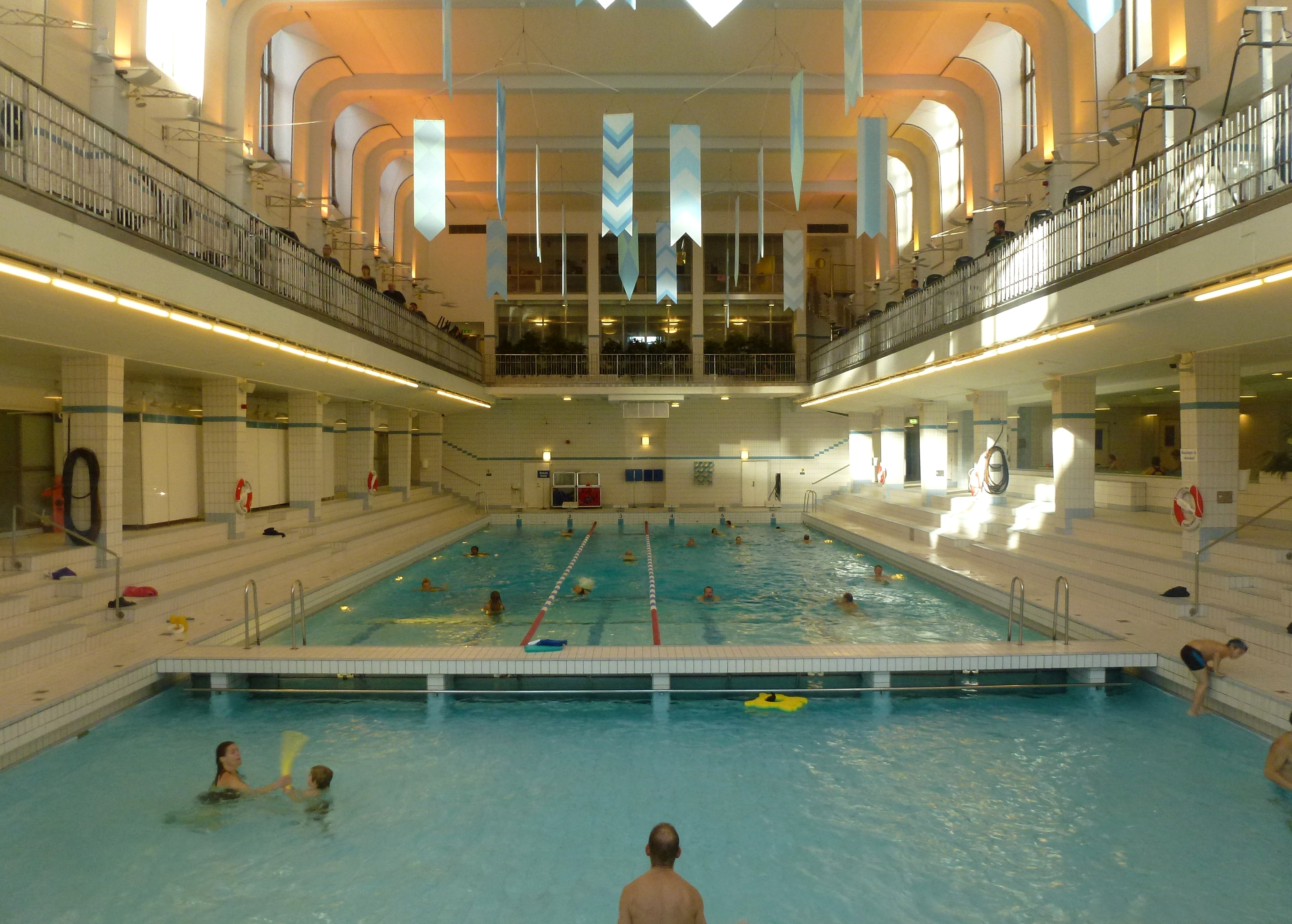
Forsgrénska badet